# کاخ بیان

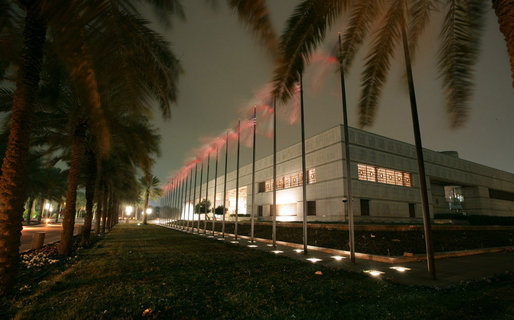
کاخ بیان مقر دولت کویت است

کاخ بیان کاخ اصلی امیر کویت است. این کاخ در منطقهٔ بیان واقع شده‌است.

## تاریخچه
کاخ بیان در سال ۱۹۸۶ برای میزبانی پنجمین کنفرانس اتحادیه عرب افتتاح شد. این کاخ دارای یک مرکز بین‌المللی کنفرانس است که به آن متصل شده‌است. همچنین، یک چادر امیری به مساحت ۰٫۳۵-هکتار (۰٫۸۶-جریب-فرنگی) در محوطهٔ کاخ قرار دارد که پس از آزادسازی کویت در سال ۱۹۹۱ برپا شد.